# 工人事业报

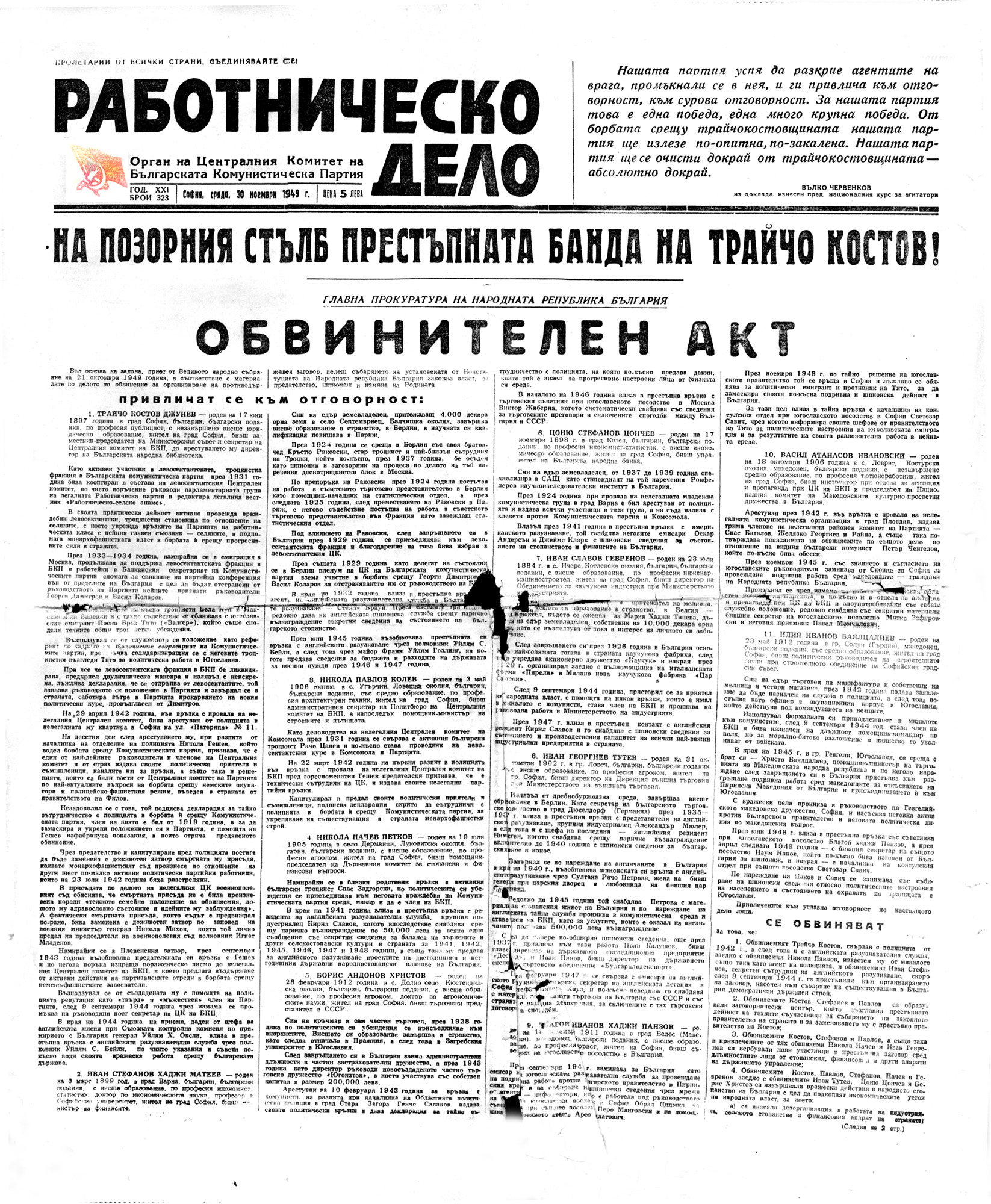
1949年11月30日的《工人事业报》刊登对特拉伊乔·科斯托夫集团的起诉书。

《工人事业报》（羅馬化：Rabotnichesko delo）是保加利亚历史上的一份日报。该报创刊于1927年3月5日，最初是工人党（保加利亚共产党建立的合法组织）的机关报。在法西斯统治时期，《工人事业报》以秘密方式出版，积极推动建立人民阵线，反对军事独裁，并支持反法西斯斗争。1946年保加利亚人民共和国成立后，该报公开发行，成为保加利亚共产党中央机关报，通常每天发行6—8版，最高发行量达85万份。1990年4月3日，保加利亚共产党改组为保加利亚社会党；同时，《工人事业报》改名为《言论报》，成为保加利亚社会党发行的日报。